# Galadžev
Galadžev je priimek več oseb:
- Sergej Fjodorovič Galadžev, sovjetski general
- Pjotr Galadžev, režiser